# Titus Varius Clemens

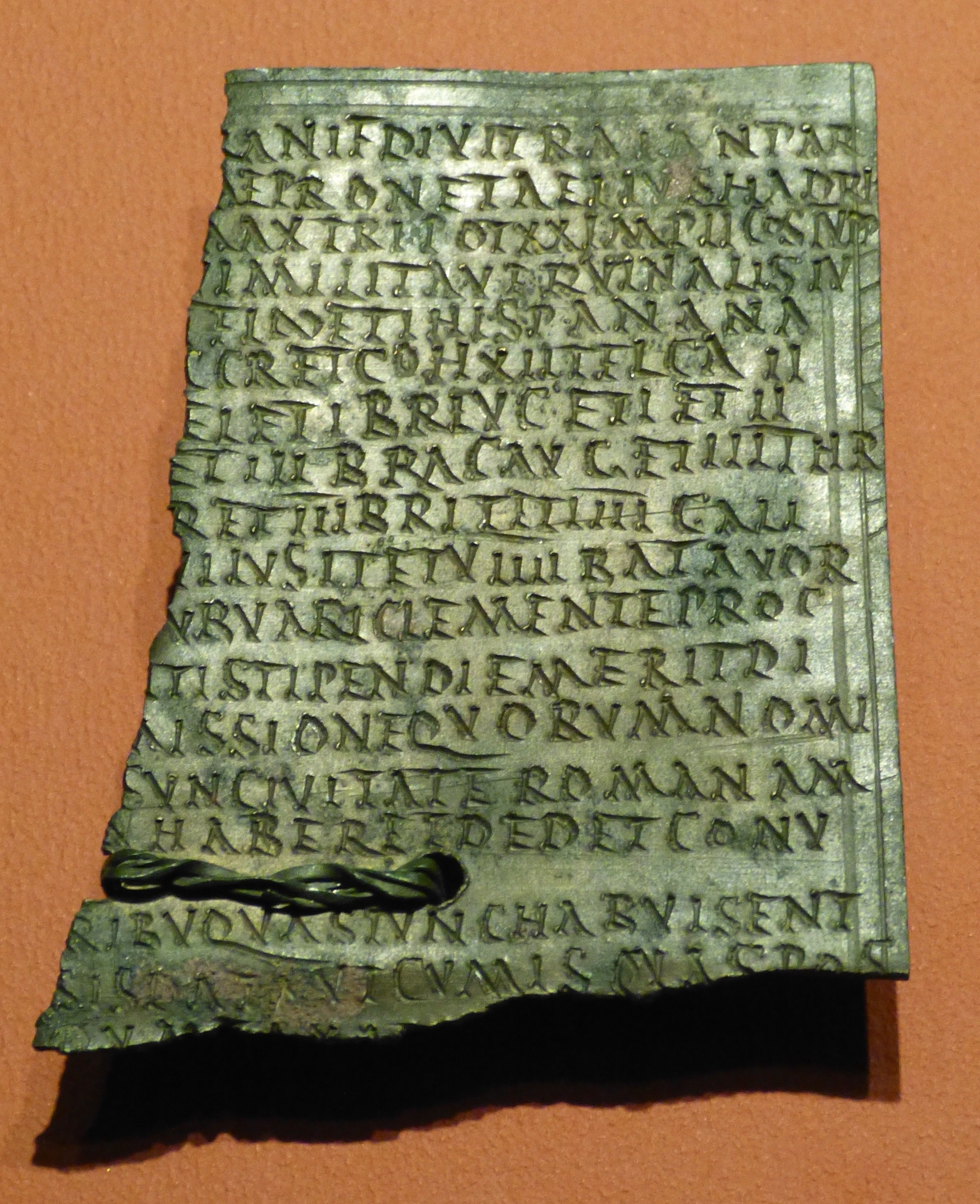
Ein Militärdiplom von 157 n. Chr.

Titus Varius Clemens (* in Celeia, Noricum) war ein römischer Ritter, der im Rahmen seiner beruflichen Laufbahn als Statthalter in den Provinzen Belgica und den beiden germanischen Provinzen (Germania inferior, Germania superior), Rätien, Mauretania Caesariensis, Lusitanien sowie Kilikien tätig war. Zuletzt wurde er zum kaiserlichen Sekretär ernannt.

## Karriere
Die vollständige Laufbahn des Titus Varius Clemens ist unter anderem durch ein 157 n. Chr. und ein zwischen 162 und 165 in dessen norischer Heimatstadt Celeia errichtetes Ehrenmonument bekannt. Als Sohn des Titus, der aus der Tribus Claudia stammte, durchlief er zunächst die festgelegten Stationen einer ritterlichen Laufbahn, so wie es die während der Regierungszeit des Kaisers Claudius (41–54) durchgeführten Staatsreformen für ritterliche Positionen vorsahen. Dazu gehörten in erster Linie die tres militiae, drei ritterlichen Posten, bei denen sich der Ritter zunächst als Präfekt einer Hilfstruppenkohorte, als Militärtribun und zuletzt als Präfekt eines Reiterregiments (Ala) bewähren musste. So wurde Titus Varius Clemens Kohortenpräfekt der Cohors II Gallorum Macedonica (2. makedonische Kohorte der Gallier) in Dakien und kam anschließend als ritterlicher Militärtribun zu Legio XXX Ulpia Victrix (30. Legion Ulpia „die Siegreiche“) nach Germania inferior (Niedergermanien). Die Legion hatte zu dieser Zeit ihr Hauptquartier in Vetera bei Xanten. In seiner vorerst letzten Funktion erhielt er erneut einen Marschbefehl nach Dakien, um dort als Praefectus equitum (Reiteroffizier) die rund 1000 Mann starke Ala II Pannoniorum (2. Reiterregiment der Pannonier) im Kastell Gherla zu befehligen. Als im Anschluss während der Regierungszeit des Kaisers Antoninus Pius (138–161) zwischen 145 und 152 Kämpfe in Mauretanien stattfanden, wurde Titus Varius Clemens mit einer vierten Präfektur bekleidet und als Kommandeur eines Expeditionsheeres der Hilfstruppen in die Provinz Mauretania Tingitana geschickt. Wie eine weitere Ehreninschrift preisgibt, wurde diese Sondermission von Spanien aus geführt. Anschließend wurde er zum Kommandeur von einem der Eliteregimenter des Reiches ernannt, der Ala Britannica milliaria. Damit übte er die militia quarta aus. Insgesamt wird die reine militärische Karriere des Titus Varius Clemens wohl mindestens zehn Jahre gedauert haben.
Nun begann seine Beamtenlaufbahn als Prokurator. Er wurde zum Finanzprokurator in Tarsus für die kleinasiatische Provinz Kilikien ernannt, kam anschließend in die Provinzhauptstadt Emerita Augusta (Mérida); hier war er für Lusitanien verantwortlich. Daraufhin wurde Titus Varius Clemens als Präsidialprokurator (Statthalter und Oberbefehlshaber) nach Caesarea Mauretaniae (Cherchell) beordert, um Mauretania Caesariensis zu verwalten. Während seiner Dienstzeit wurde von ihm ein von dem Militäringenieur und Vermessungsfachmann Nonius Datus projektiertes Wasserbauwerk für die Stadt Saldae (heute Bejaia) eingeweiht, wobei der Berg El’Hadjeb durchtrieben werden musste. Die Bauzeit des unter dem Statthalter Gaius Petronius Celer begonnenen Projekts hat rund 15 oder 20 Jahren gedauert. Wie Nonius Datus erwähnt, letztendlich mit Hilfe des Militärs. Im April/Juni 152 n. Chr. amtierte Titus Varius Clemens noch in Mauretanien. Zum Abschluss seiner Tätigkeit in Nordafrika danken ihm die Decurionen Valerius Urbanus und Licinius Secundinus in Vertretung für die Reiterregimenter in der Provinz Mauretania Caesariensis. Seine Laufbahn führte Titus Varius Clemens danach als Statthalter zu seinem neuen Amtssitz nach Augusta Vindelicorum (Augsburg) in der Provinz Rätien. Als Nachfolger des nach Noricum befohlenen Prokurators Ulpius Victor erscheint er in einer Serie von rätischen Militärdiplomen vom 28. September 157. Im Jahr 160 folgte seine Ernennung zum Prokurator für die Provinzen Gallia Belgica und die beiden Germanien. Sein Amtssitz war nun Augusta Treverorum (Trier). In einer abschließenden Würdigung dankte ihm das civitas Treverorum für seine Dienste. Um 162 wurde er zum kaiserlichen Sekretär ab epistulis ernannt. Diese höchste Ehrung als Vorsteher der kaiserlichen Kanzlei brachte es mit sich, dass er Kaiser Mark Aurel (161–180) beziehungsweise dessen Mitkaiser Lucius Verus (161–169) stetig begleiten musste.

## Rezeption
Bereits unter Kaiser Friedrich III. (1452–1493) kam eines der Ehrenmonumente für Titus Varius Clemens (CIL III, 5215) von Celeia nach Graz. Der Stein wurde 1452 an dem zum Haupttrakt der Grazer Burg gehörenden repräsentativen Balkon angebracht. Wie die meisten Kaiser des Heiligen Römischen Reiches sah sich auch Friedrich III. als legitimer Nachfolger der römischen Kaiser, was dieser Inschriftenstein unterstreichen sollte. Als Graz an Bedeutung verlor, wurde der Inschriftenstein auf Befehl Kaiser Karl VI. (1711–1740) im Jahr 1728 zusammen mit anderen Steinen aus Celeia nach Wien verbracht. Als Ersatz für das identitätsstiftende Original wurde gleich nach dessen Entfernung eine barocke Kopie angefertigt und wieder am Balkon angebracht. Als 1853/1854 der gesamte Westtrakt der Grazer Burg dem Abbruch zum Opfer fiel, kam die Kopie über Umwege in Privatbesitz, wo sie fragmentiert überdauert hat.